# Agoda
Agoda är ett internetföretag som tillhandahåller en tjänst för hotellbokningar, med främsta fokus på Asien och Oceanien. Företaget har kontor i Singapore, Bangkok, Hongkong, Kuala Lumpur, Phuket, Bali, Sydney, Tokyo, Seoul, Peking, Shanghai och Manila.

## Historia
Agoda grundades av amerikanen Michael Kenny i slutet av 1990-talet, då under namnet PlanetHoliday.com. Till en början var idén att använda sig av den kraftfulla sökmotortekniken för att tillfredsställa det behov av information om hotell och resor som saknades. PlanetHoliday.com var en av de allra första hotellbokningssajterna, i en bransch som sedan dess har vuxit till en mångmiljardindustri.
Kenny, som ursprungligen är från Long Island, New York, emigrerade till Thailand i början av 90-talet och startade där en webbplats med verksamhet i liten skala på ön Phuket Webbplatsen, liksom hela branschen, har överlevt ett antal oförutsedda katastrofala incidenter, inklusive den spruckna ”IT-bubblan” 2001-2002, samt terrorattackerna mot New York den 11 september 2001 och SARS-epidemin 2003, av vilka de båda sistnämnda orsakade stora problem för resebranschen.
År 2002 flyttades verksamheten från Phuket till Bangkok och under 2003 inkluderades PrecisionReservations.com som en partnerwebbsajt ämnad att sälja bokningar genom olika samarbetspartners på nätet. 2005 slogs PlanetHoliday.com och PrecisionReservations.com samman under namnet Agoda Company Pte. Ltd.

## Uppköp
I november 2007 förvärvades Agoda Company av Priceline.com (NASDAQ: PCLN), vilket var deras tredje internationell uppköp. Agoda har för närvarande runt 450 anställda och erbjuder sökmöjligheter på 32 olika språk inklusive kinesiska, engelska, franska, spanska, japanska, thailändska, svenska m. fl.

## Utmärkelser
Agoda vann pris för "Bästa webbplats för logi" under Travelmole Web Awards Asia 2008.